# Graffiti-Jargon

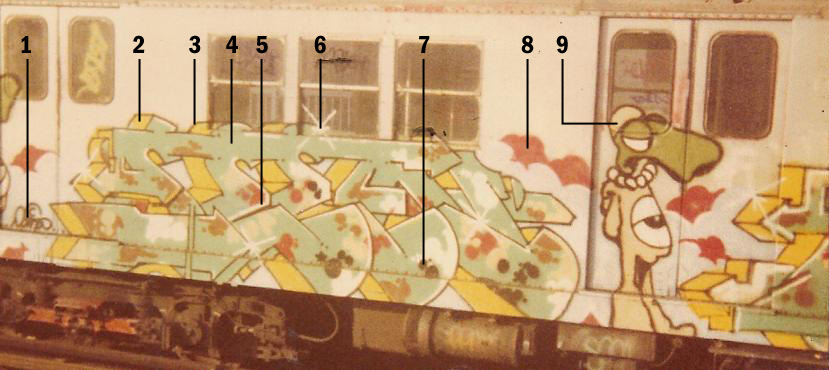
Illustration einiger Begriffe anhand eines Panels von Seen mit Bodé-Character

In der Graffiti-Szene hat sich im Laufe der Jahre ein eigener Graffiti-Jargon entwickelt. Der Wortschatz stammt weitgehend aus dem amerikanischen Englisch und wird größtenteils weltweit verstanden. In nicht Englisch sprechenden Ländern werden die Begriffe häufig ohne Übersetzung übernommen. Manche Szene-Mitglieder lehnen die englischen Begriffe jedoch auch ab und verwenden vergleichbare Wörter aus der eigenen Sprache.

## A
Aerosol-Junkie
Scherzhafte Selbstbezeichnung einiger Sprayer
All City King
Writer, der in der ganzen Stadt gemalt hat, dadurch mit seinen Bildern überall präsent ist und dementsprechend Fame (Ruhm) erlangt hat (bspw. OZ)
ätzen
Siehe Etching
ASI-Kante
Stück der Überdachung beim Zug oder der S-Bahn, das die Biegung zum Dach bildet, das selten oder gar nicht gereinigt wird und daher zum Taggen sehr beliebt ist

## B

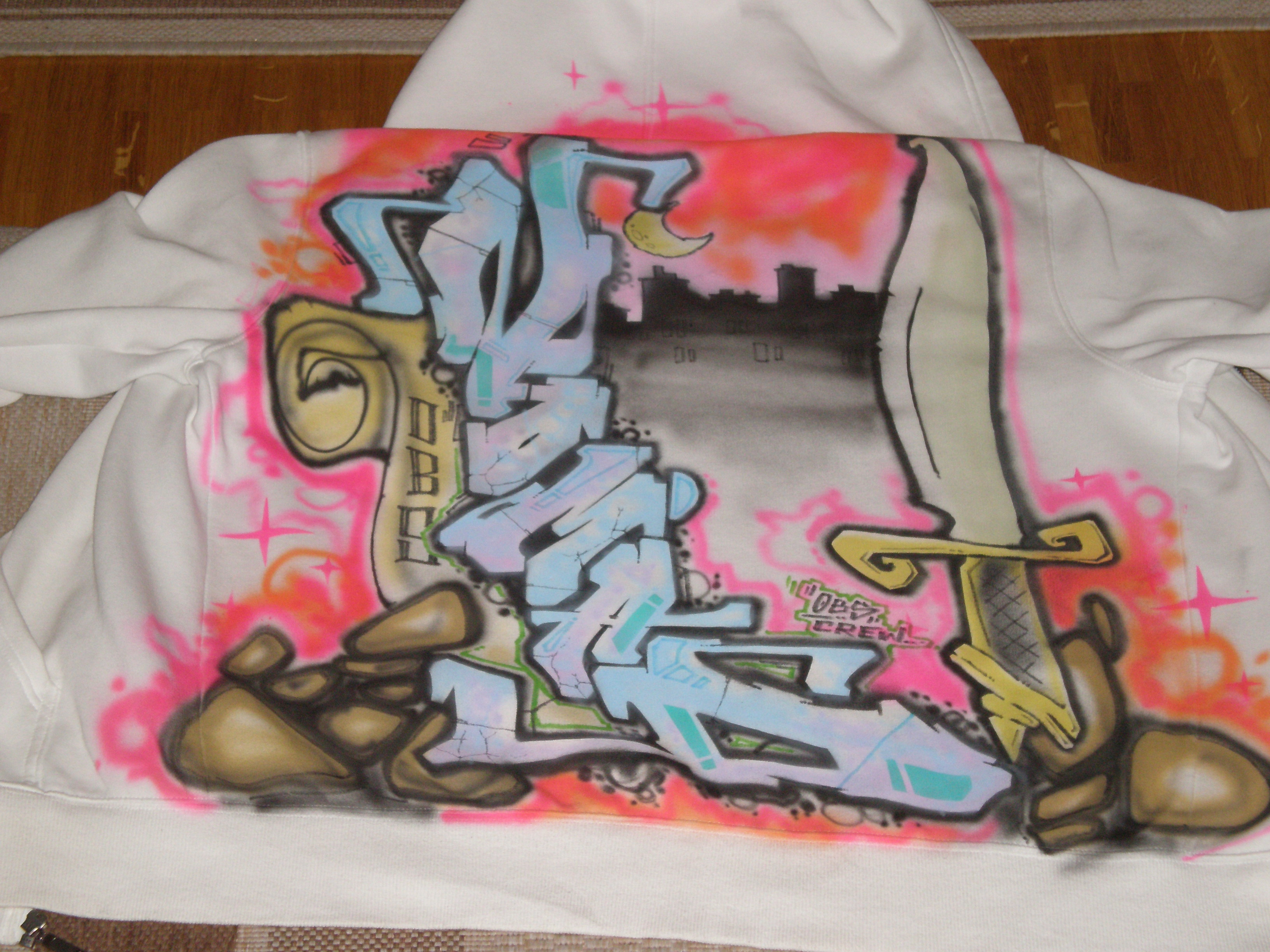
Backpiece auf einer Kapuzenjacke

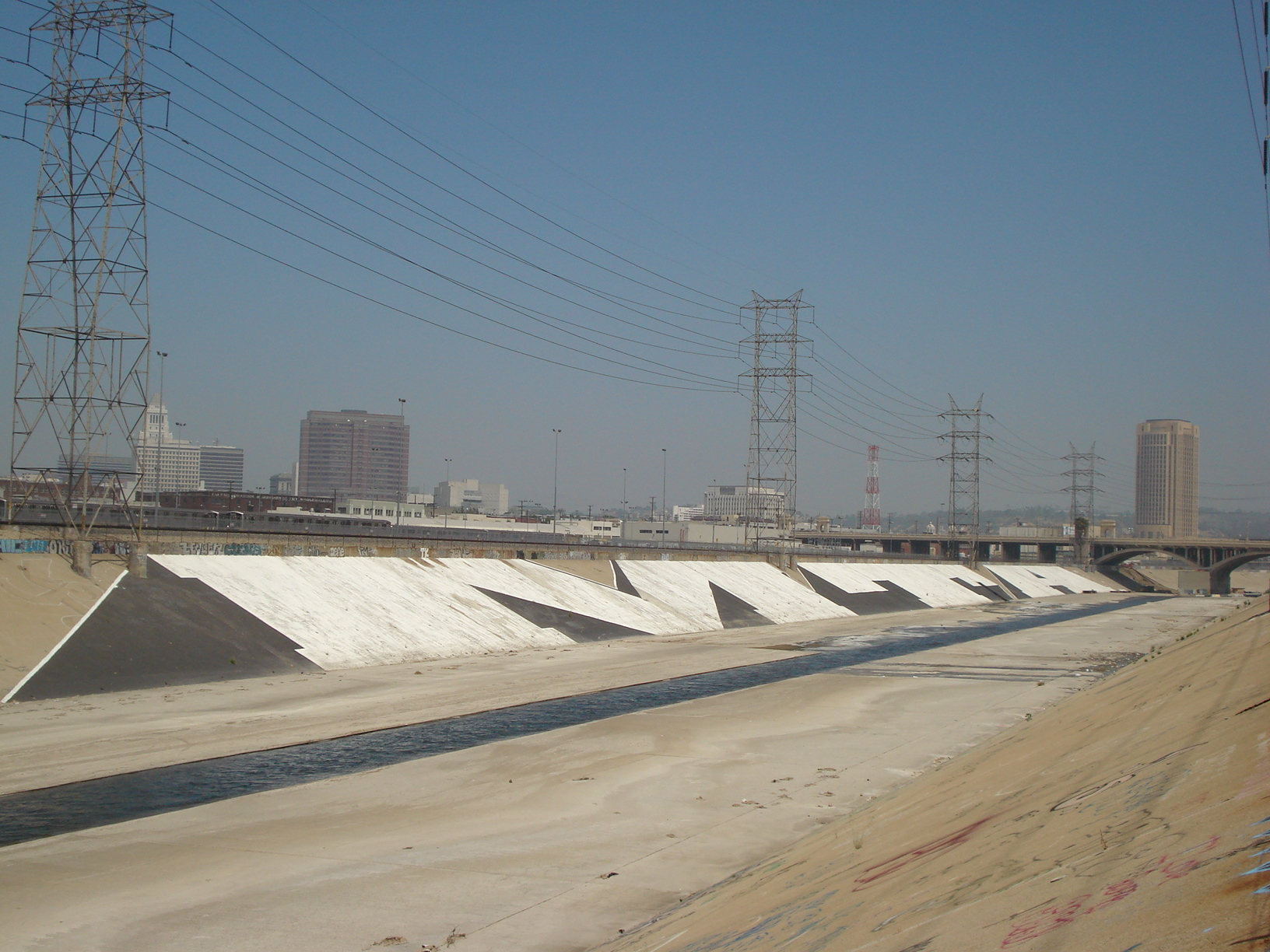
Blockbuster im Los Angeles River

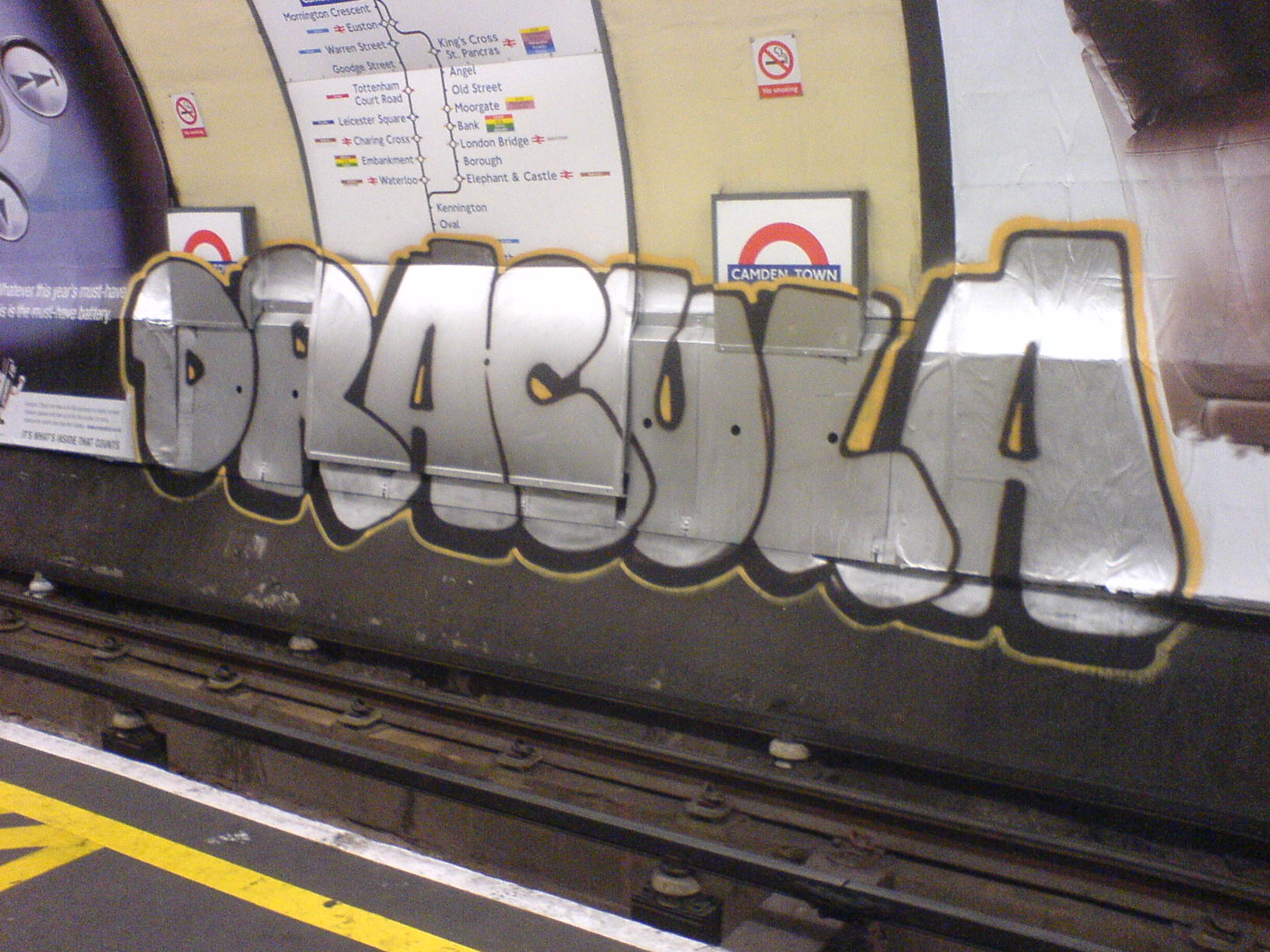
Underground-Bombing in einem Londoner U-Bahnhof

Bubbles im Background eines Pieces, gut zu erkennen sind auch die Drips bei einigen Bubbles

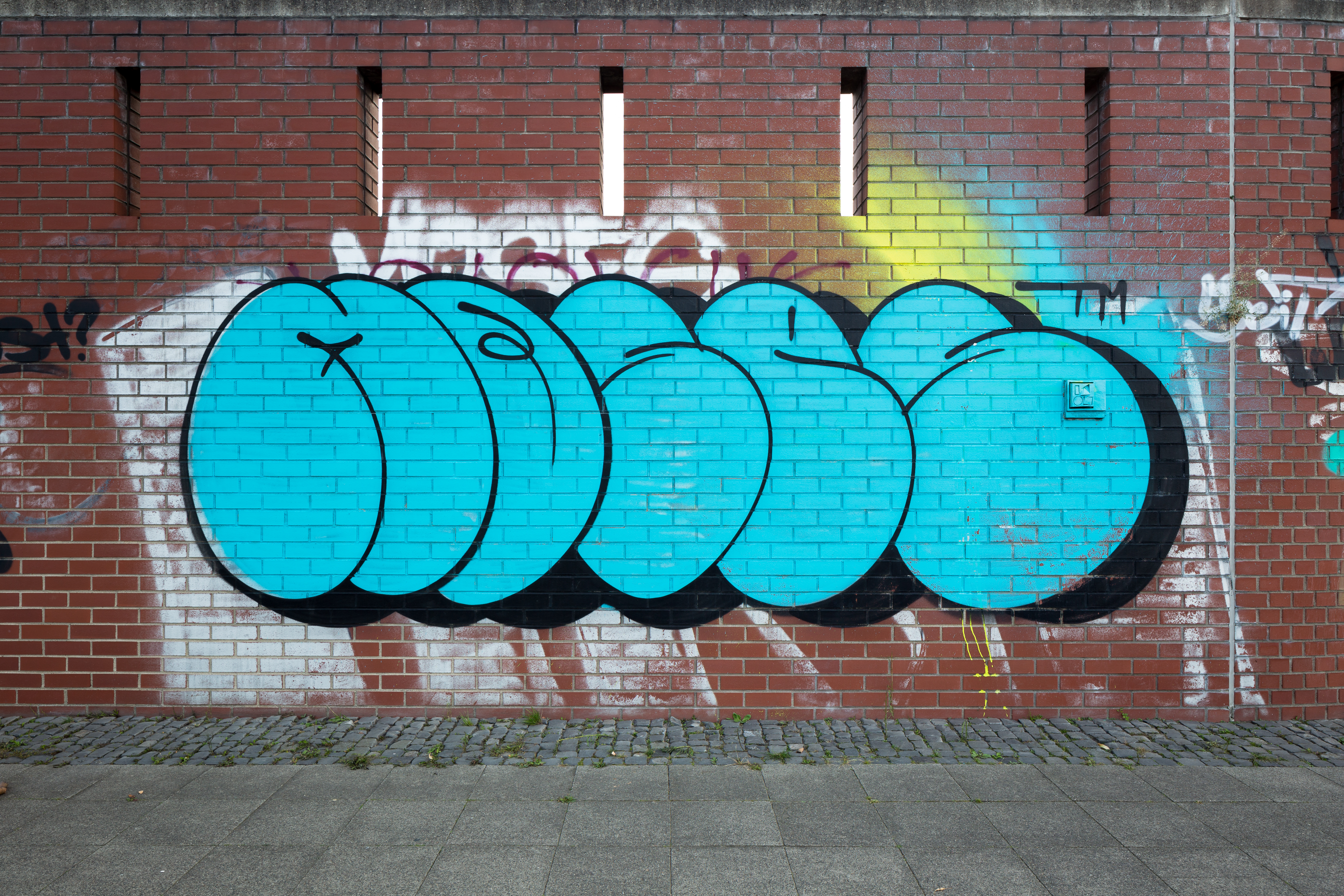
Writing von Moses im Bubble-Style

BaBu (Abkürzung für Bahnbulle)
Polizist, der im Dienste einer Bahngesellschaft steht
Background
Hintergrund des Pieces. Ursprünglich bestand dieser meistens aus Bubbles/der Cloud oder einfarbigen Flächen, heute werden oft auch ganze Bildkompositionen, Landschaften oder grafisch aufwendige Farbverläufe gesprüht
BackJump
Auf ein bewegliches Objekt zu sprayen, während dieses kurzzeitig zum Stehen kommt (z. B. auf einen Zug an einer Haltestelle)
Backpiece
Auf den Rücken einer Jacke aufgenähtes Stück bemalten Stoffes bzw. aufgemaltes Piece zu Erkennungszwecken
Battle
Gewaltfreier, künstlerischer Graffiti-Wettkampf zwischen Writern oder Crews. Der Sieger erntet Fame (Ruhm) und gilt anschließend allgemein als der bessere Writer. Neutrale Schiedsrichter werden aus unbeteiligten Crews herangezogen. Bewertet wird dabei vorrangig der Style, es gibt aber auch andere, auf Quantität ausgerichtete Formen des Battles
Bench (Bank)
War ursprünglich ein Treffpunkt für Writer auf Bahnhöfen, um nach vorbeifahrenden bemalten Zügen Ausschau zu halten, diese zu fotografieren, darüber zu diskutieren sowie Neuigkeiten und teilweise auch Blackbooks auszutauschen. Dabei lernten jüngere Writer auch viel von den erfahreneren (knowledge). Heutzutage ist das Benching ein eher selten und meist allein praktizierter Zeitvertreib, wenn z. B. Trainwriter auf ihre vorher bemalten Züge warten
Biten bzw. Biting (engl. to bite ‚beißen‘)
Der Style oder der Tag eines anderen Writers wird nachgeahmt oder gar vollständig kopiert. Wird häufig von Toys praktiziert und genießt wenig Ansehen in der Szene
Biter (engl. to bite ‚beißen‘)
Writer, der das Biting praktiziert
Blackbook (engl. black ‚schwarz‘ und book ‚Buch‘)
Buch, das zum Skizzieren von Graffiti dient und in das häufig auch Fotos eingeklebt werden. Abwandlungen davon sind das Sketchbook, das nur Skizzen enthält, und das Travel- oder Guestbook, in das Bekannte des Writers zeichnen. Es findet keine klare Abgrenzung zwischen diesen Formen statt, sodass sich beispielsweise in einem Blackbook auch Bilder von anderen Writern befinden können
Block(s)
Der einfachste 3D-Effekt, um dem Style Tiefe zu geben
Blockbuster (engl. blockbuster)
Schriftstil, bestehend aus großen und blockartigen Buchstaben (straight letters), die auch aus größerer Entfernung gut lesbar sind.
Bobs
Ausdruck in der Writersprache für Bahnpolizei/Bahnpolizist
Bogarting (engl. to bogart ‚sich etwas aneignen‘)
Geschicktes Stehlen von Sprühdosen (bezugnehmend auf Humphrey Bogart)
 Bombing (engl. bombing ‚Bombardierung‘)
Schnelles und simples, auf Quantität ausgelegtes, illegales Anbringen von Pieces (Quickpieces, Silverpieces und Throw-ups) sowie Tags
Boss
Sicherheitsbeauftragter von Nahverkehrsbetrieben
Botten
Schnelles Verlassen des Spots beim Sprühen
Bubbles
Runde blasen- oder kreisförmige Farbflächen; häufig im Background oder Fill-in zu finden
Bubble-Style (engl. bubble ‚Blase‘)
Schriftstil, bestehend aus dicken und blasenartigen Buchstaben (bubble letters). Der Writer Phase 2 gilt als sein Erfinder
Buff (englisch. buff ‚Polierscheibe‘)
Reinigungsmittel zum Entfernen von Graffiti. Ursprünglich Bezeichnung für die Reinigungsanlage für Bahnwaggons
Buffen bzw. Buffing (engl. to buff ‚ablaugen‘)
Entfernen von Graffiti
Burner (engl. to burn)
Besonders gelungenes, auffällig gutes Piece
Bust/gebustet werden
Das Fassen eines Writers durch die Polizei

## C

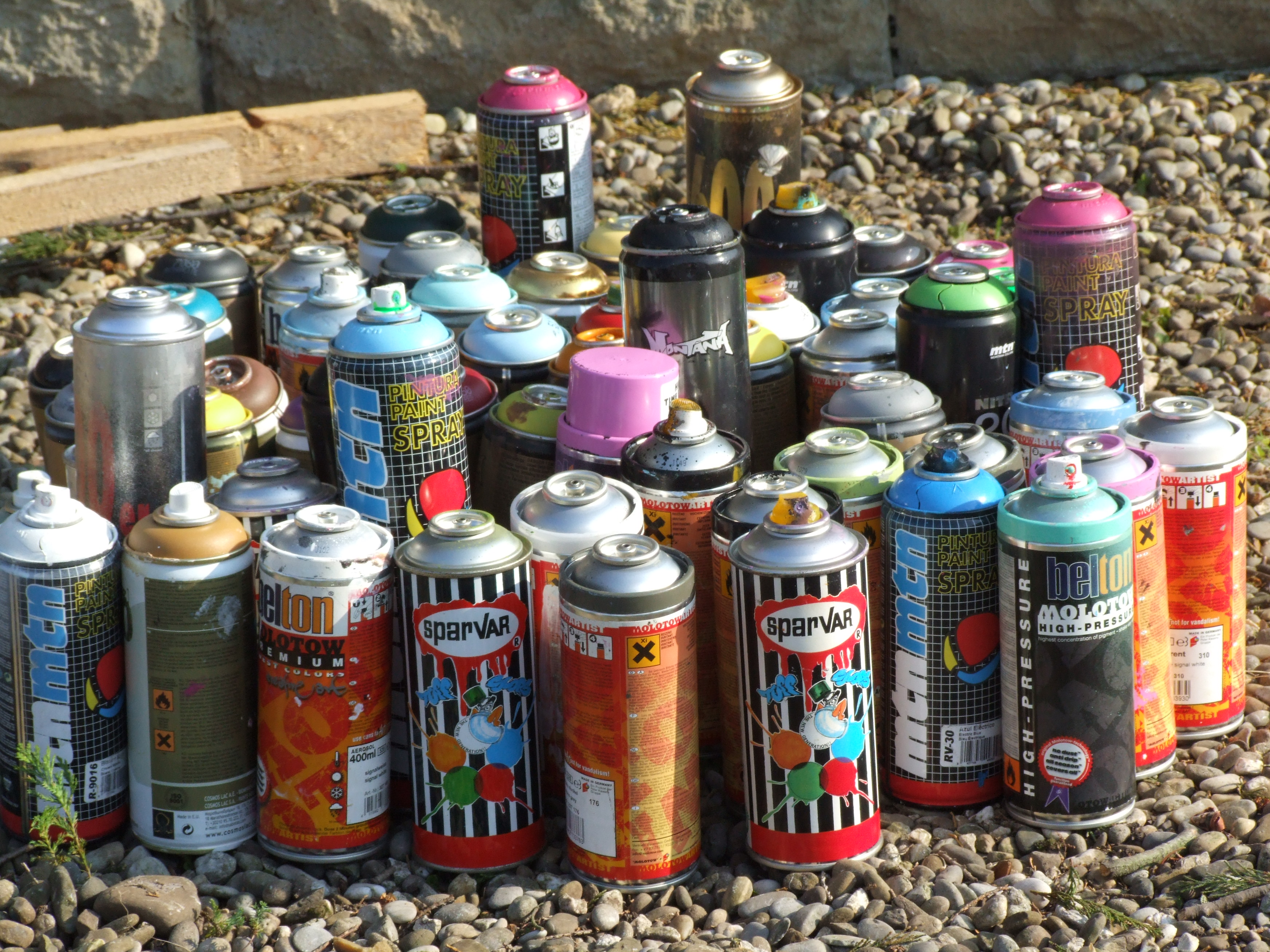
Verschiedene Sprühdosen (Cans) mit Aufsätzen (Caps)

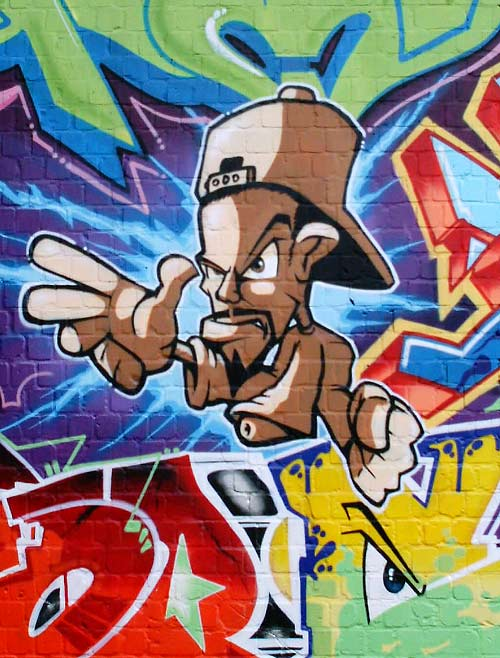
B-Boy-Character in einem Graffiti-Bild des Mainzer Writers Can2

Comment in einem Graffiti

Can
Sprühdose
Cap
Sprühkopf/Sprühventil, das den Lack beim Entweichen aufgrund des Druckes in der Dose zerstreuen lässt. Es gibt verschiedene Arten von Caps, die sich im Wesentlichen durch die Stärke ihres Sprühstrahls und die damit einhergehende Linienstärke auf der Wand unterscheiden, z. B.
- Fatcaps: breiter Strahl, viel Farbe, für großflächige Füllungen
- Skinnycaps (Skinnies): dünner Strahl, für Outlines
- Softcaps: dünner Strahl, wenig Farbe, für Farbübergänge

 Cargo
Güterzug
Character
Häufig comicartige, figürliche Darstellungen in Graffitibildern. Ein für seine Character berühmter Writer in Deutschland ist Can2 aus Mainz. Die amerikanischen Old School-Writer entlehnten häufig Comiccharaktere des Zeichners Vaughn Bodé.
Checker
Sicherheitsbeauftragte privater Firmen; auch Bezeichnung für eine Person, die vor dem Malen für andere Writer überprüft, ob eben solche, oder auch Polizisten oder Reinigungsfachkräfte (Putzer) zugegen sind, die einen beim Besprühen diverser Objekte stören könnten
Cloud
Meist einfarbiger und eindimensionaler Hintergrund eines Pieces (siehe: Background)
Comment
Ein Comment ist ein neben oder in das Bild gesprühtes Statement oder ein Gruß („Fuck Police“, „One Love World Wide“ etc.)
Concept Wall
Siehe Mural
Corner
Treffpunkt für Writer
covern
Das vollständige Übermalen eines anderen Pieces (siehe: going over)
Crew
Zusammenschluss von Writern, die zusammen sprühen. Die Namen der Crews werden meistens mit mehreren Buchstaben abgekürzt z. B. SUK („Stick up Kids“), UA („United Artists“). Es finden auch Zahlen Verwendung als Gruppeninitial, z. B. der Postleitzahl des bewohnten oder repräsentierten Gebiets entnommen. Die Mitglieder einer Crew erhöhen deren Bekanntheitsgrad, indem sie das Crewkürzel ähnlich wie ihr eigenes Pseudonym in Bildern verarbeiten. Da mehrere Personen das gleiche Kürzel malen, kann ein höherer Bekanntheitsgrad erreicht werden.
crossen
Das Zerstören eines fremden Graffiti-Bildes durch (teilweises) Übermalen (Zutaggen) oder Durchstreichen
cutten
Das scharfe Abschneiden einer einzelnen Linie, durch Übersprühen selbiger durch eine weitere Linie in der Farbe eines großflächigen angrenzenden Bereichs, um dünnere Linien und sauberere Kanten zu erhalten.

## D
Destroyline/Terrorline/Damageline/Hateline
Lange, durchgezogene Linie, die eine Fläche oder ein gemaltes Bild zerstört. Zeichen der Verachtung (disrespect) gegenüber dem Maler, dessen Bild gecrosst wurde, bzw. Zeichen des Unmutes über eine z. B. frisch gebuffte Wand.
Diss/dissen
Jemanden diskriminieren, herabsetzen, beleidigen (häufig auch außerhalb der Szene verwendet)
Dose/Zotti/Büchse/Kanne
Sprühdose
3D-Style
Beim 3D-Style/-Stil werden die Konturen der Elemente und Buchstaben ohne Outlines allein durch Licht und Schatten gestaltet. Besonders durch die Entwicklungen von DAIM (Hamburg), DELTA (Niederlande) und ERNI (USA) ist der 3D-Style mittlerweile weltweit in der Writing-Szene etabliert. (Siehe auch: Neck.CNS, Seak, Loomit, Darco)
Drip/Drop/Nase
Herunterlaufende Tropfen bei zu dick aufgetragener Farbe. Häufiger Anfängerfehler; teilweise auch gewolltes Stilmittel.

## E

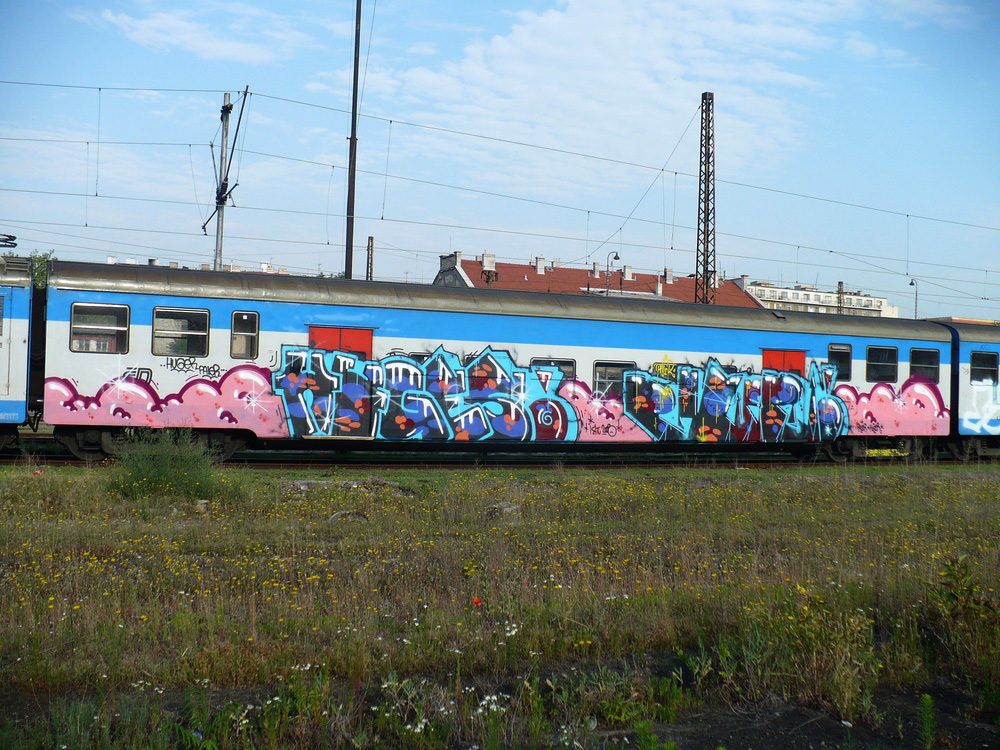
End to End in Prag

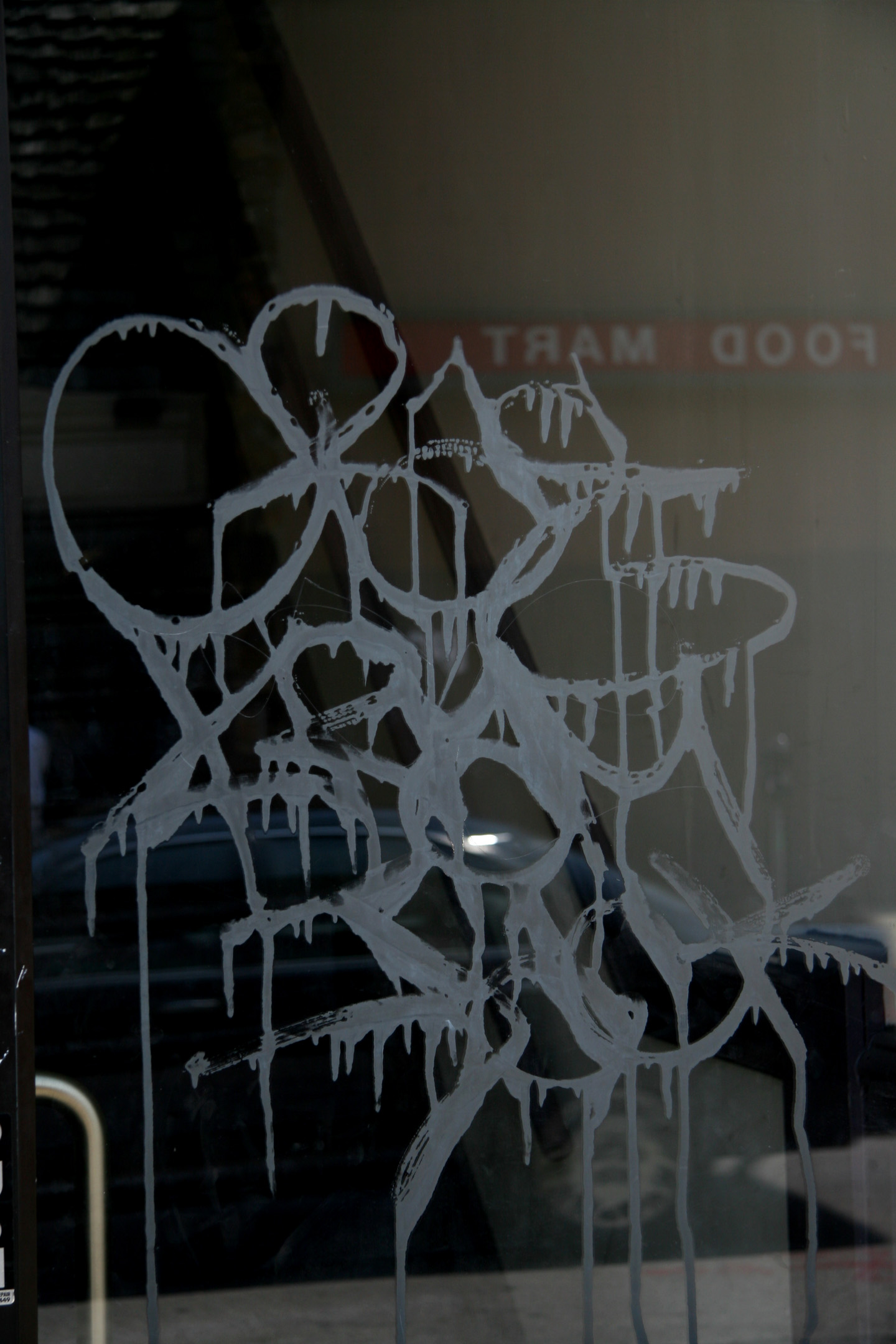
Etching-Tags in Chicago

Egg Shell Sticker
Sticker, die besonders schwer zu entfernen sind. Meist einfarbig (schwarzweiß) bedruckt.
End to End (auch „Endtoend“, „end2end“ oder „e2e“)
Zugbild, das sich über die Gesamtlänge eines Waggons erstreckt, aber nicht über die gesamte Höhe
 Etching
Mit Hilfe von selbstgebauten (meistens mit Fluorwasserstoffsäure gefüllten) Markern Ätzspuren hinterlassen. Bei der Verwendung und wegen der hochgiftigen Säurereste auf dem Objekt sehr gefährlich für den Sprayer und andere Menschen. Flusssäure verursacht bei Hautkontakt tiefgreifende und äußerst schlecht heilende Verätzungen, selbst wenn die Haut oberflächlich nur wenig angegriffen scheint.

## F

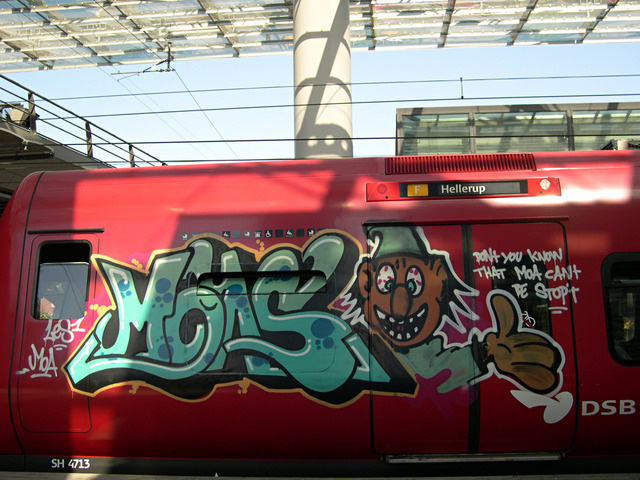
Flying Panel in Kopenhagen

Fading
Fließender Übergang zwischen zwei Farben innerhalb eines Bildes
Fame (Ruhm)
Hohes Ansehen und Bekanntheit bei anderen Writern, Ziel und Motivation vieler Maler
Family Couple
Dreifacher Wholecar, der aus drei vollständig bemalten Waggons besteht, welche immer zusammen bleiben und nicht durch die Bahn getrennt werden. Heutzutage eher selten anzutreffen, weil Züge meist recht schnell gereinigt werden (siehe auch Married Couple)
Fill-in
Die Füllung der Buchstaben, Fläche innerhalb der Outlines, entweder einfarbig, z. B. mit Chrom (siehe Silverpiece), oder mehrfarbig
Firstlines
Linien, mit denen das zu sprühende Bild vorgerissen wird; Pieces, die nur aus der First Outline bestehen, werden als Outliner bezeichnet.
Flying Panel
Kleineres Zugbild, über die Fenster gesprüht, ohne dass es dabei die Unterkante des Zuges erreicht
Flop/Floppy
Regionale Bezeichnung für ein Throw-up
Flow
Bezeichnet die Dynamik und Harmonie der Gesamtkomposition eines Bildes oder auch nur den Fluss der Farbe. Um einen guten Flow in ein Bild zu bringen, ist meist viel Übung erforderlich. Somit kennzeichnet ein guter Flow, dass ein Writer eher im oberen Teil der szeneinternen Hierarchie einzuordnen ist. Allerdings entscheidet nicht allein der Flow, ob ein Piece gelungen ist. Style, Sauberkeit und andere Faktoren spielen dabei eine ebenso wichtige Rolle. Besonders beim Wildstyle ist der Flow von Bedeutung. Bei anderen Styles, wie etwa dem Blockbuster, ist dieser eher nebensächlich; wenn überhaupt anwendbar. Flow ist nicht zu verwechseln mit Swing.
Freestyle
Bei Freestyle-Pieces konstruiert der Writer sein Bild, während er malt, ohne auswendig gelernte Styles oder Skizzen zu benutzen.
Freight
Siehe Cargo

## G

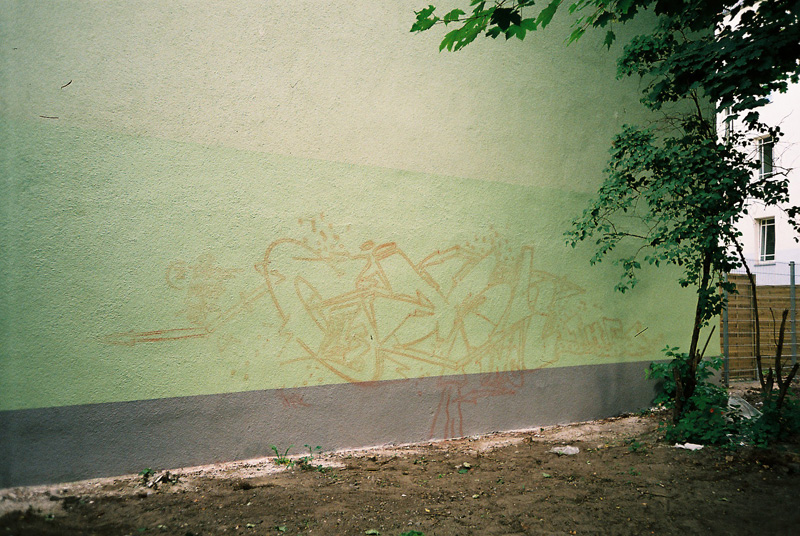
Geisterbild
Bild, das nach dem Reinigen (Buff) immer noch zu erkennen ist
getting up
Tätigkeit des Malens (von engl. to get up the name on a wall)
Seltener auch: Aufsteigen in der Hierarchie der Writer-Szene
going over (auch covern)
Bilder anderer Sprüher vollständig übersprayen; in der Szene nicht gern gesehen und genutzt als Mittel, anderen Writern zu schaden (vgl. crossen).

## H

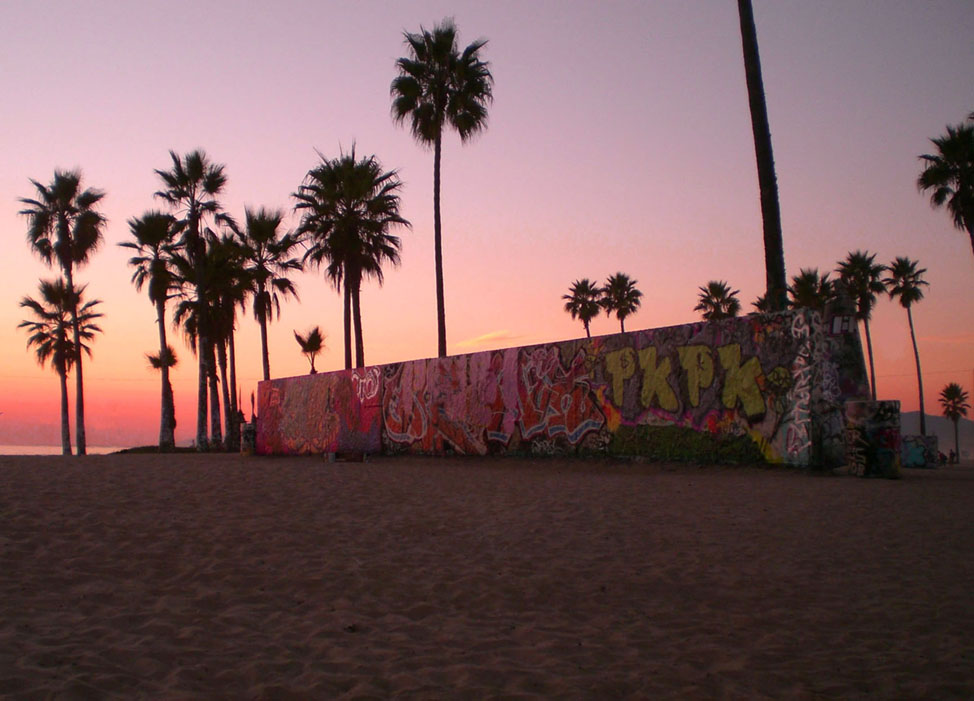
Die Hall of Fame in Venice Beach

Hall of Fame/Hall (Ruhmeshalle)
Flächen, die meistens legal zu besprühen sind, und auf denen die Writer vor allem qualitativ hochwertige Pieces anbringen. Häufig liegen sie sogar im Verborgenen. Halls Of Fame haben oft eine lange Tradition und dienen als Battleort und Treffpunkt für Writer. Ist eine Hall Of Fame gut besucht und unter vielen Writern bekannt, wird sie oft auch von Künstlern aus aller Welt besucht.
Handskills (Fingerfertigkeit)
Die Fähigkeit, einen Marker gelungen einzusetzen und ein ästhetisch ansprechendes Tag zu fertigen.
Handstyle
Besonders kunstvolle Art des Taggens.
Highlights
Imitation von Lichtreflexen, die meistens in Form von Lichtpunkten (ein Zentrum mit Fading außen herum) in und an den Buchstaben verwendet werden, um bestimmte Stellen des Pieces hervorzuheben
High Lines
Second Outline, die nicht direkt auf der Outline aufliegt, sondern mit einem Abstand zu dieser um das Bild gezogen wird
Hit
Alte Bezeichnung für Tag, heute kaum mehr gebräuchlich
Hot Spot
Zum Sprühen vorgesehener Ort, der wegen starkem Verkehrsaufkommen oder vielen Passanten ein besonders hohes Maß an Aufmerksamkeit und Schnelligkeit erfordert

## I

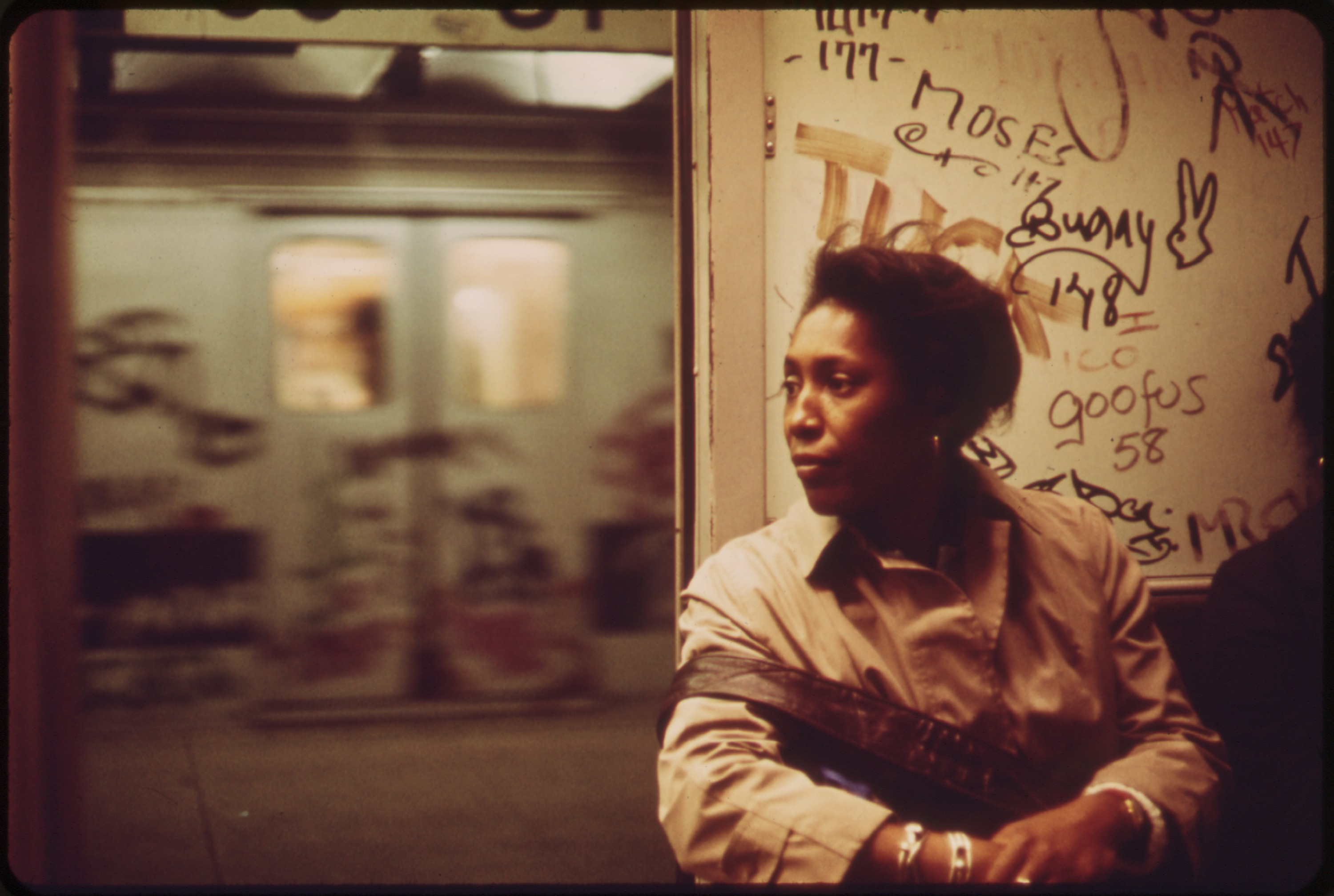
Inside-Tags in der New Yorker U-Bahn 1973

Ink
Farbe (meist Nachfülltinte für Marker)
Inlines
(Meistens weiße) Linien, die entlang des Innenrands eines Buchstabens gezogen sind und benutzt werden, um das Bild plastischer erscheinen zu lassen
Inside
Ein Tag oder Throw Up bzw. Piece innerhalb eines geschlossenen Raums, v. a. in Zügen
Inside Bombing
Das Anbringen von Tags und Throw-Ups bzw. Pieces in Zügen; auch Bezeichnung für ein Inside-Piece
Inside-Piece
Bild in geschlossenen Räumen, v. a. in Zügen

## J
Junkie-Cap/Needle-Cap
Sprühaufsatz, in den eine Kanüle eingearbeitet ist, um extrem feine Linien sehr langsam ziehen zu können

## K
Kanne
Anderes Wort für Sprühdose
Karre
Zug, S-Bahn oder Straßenbahn
killen
Sämtliche Bilder eines Writers crossen oder übermalen
King
Anerkannter, respektierter, herausragender Writer mit viel Fame; da es schwierig ist, in allen Bereichen King zu sein, gibt es diverse Unterkategorien wie etwa „King of the Line“, „King of Style“ oder „King of Bombing“
Kiste
Zug, S-Bahn oder Straßenbahn
Kiste kicken
Einen Zug, eine S-Bahn oder eine Straßenbahn besprühen
Kübel
Andere Bezeichnung für einen Güterzug
kübeln
Auf einen Güterzug sprühen

## L
Lay-Up
Kleine Zugabstellanlagen, während die offizielle Bezeichnung der Bahn dafür Kehranlage lautet. Oft sind dies Endhaltepunkte oder Knotenpunkte, an denen einzelne Züge zu Reinigungszwecken abgestellt und nach kurzer Zeit wieder herausgefahren werden.
Line
Bahntrasse (Zuglinie)
Legende
Ein Writer, den jeder kennt und respektiert (z. B. Seen, Cope2, T-Kid170, …); ist unter anderem durch verschiedene Styles und Orte bekannt

## M

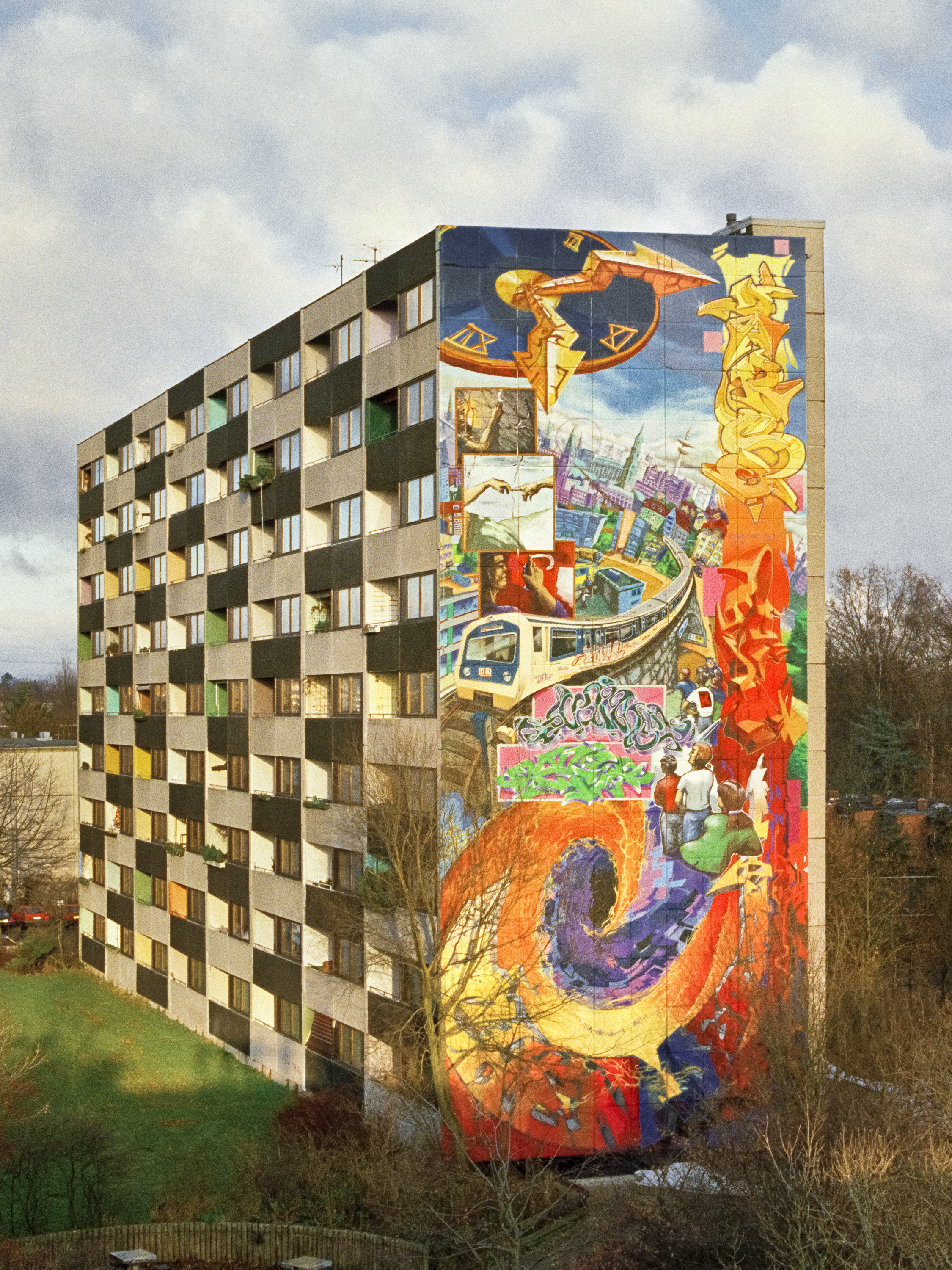
Mural von DAIM, Loomit, Darco und anderen mit dem Titel Zeichen der Zeit. Otto-Schumann-Weg, Hamburg-Lohbrügge

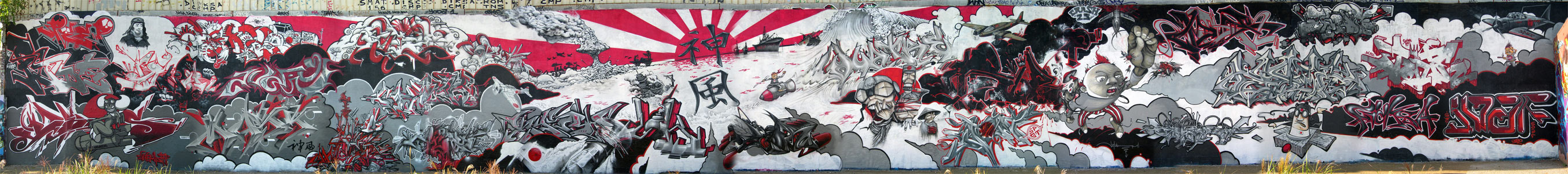
Mural in Frankreich

Maler
Kurz für Graffiti-Maler.
malern
Die Ausführung eines Bildes mithilfe von meistens gewöhnlicher Wandfarbe und Rollen oder Pinseln (siehe Streichbombing)
Marker/Stift/Tagger
Filzstift zum Anbringen von Tags (z. B. ein Edding)
Married Couple
Doppel-Wholecar, das aus zwei einseitig vollständig bemalten Waggons besteht, welche immer zusammen bleiben und durch die Bahn nicht getrennt werden. Heutzutage eher selten anzutreffendes Phänomen, weil Züge meist recht schnell gereinigt werden. (Siehe Family Couple)
Masterpiece
Das beste Bild eines Writers (der Writer legt selbst fest, welches dieses ist); ursprünglich Bezeichnung für jedes Piece
mullern
Ein anderes Wort für malen gehen
 Mural/Concept Wall
Aufwendiges, großflächiges Gesamtwerk verschiedener Writer, die eine Wand mit einem Bild zu einem bestimmten Thema bemalen

## N
Nase
Anderes Wort für drip
Newcomer
Writer, der zwar noch neu im Genre, aber bereits über das Stadium des Toy hinaus ist
Nozzle
Anderes Wort für Sprühkopf

## O

Einfacher Oneliner „COFFEE“

Outliner

Oldie
Veteran der Graffiti-Szene. Angesehener, meist älterer Writer.
Oneliner
Ein Throw-Up oder Tag, dessen Buchstaben in einem Zug ohne abzusetzen geschrieben werden
One-Man-Wholecar
Bezeichnung für einen Zugwaggon, der über die gesamte Länge sowie Höhe von einem einzelnen Writer in einer Aktion besprüht wurde; daneben gibt es z. B. auch den One-Man-End2End
Outline
Die unmittelbare Umrandung bzw. Kontur der einzelnen Buchstaben. Daneben gibt es die Second-Outline (auch Frameline genannt), die den gesamten Schriftzug umrahmt.
Outliner
Bild, das nur aus der Outline besteht
Overkill
Unkontrolliertes Herausschießen der Farbe aus der Sprühdose

## P

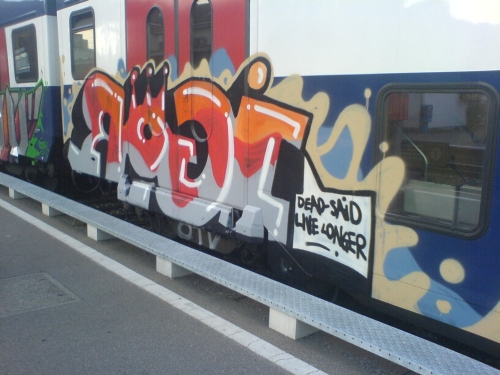
Typisches Panel-Piece auf einer Zürcher S-Bahn

Panel
Allgemeine Bezeichnung für ein Zugbild unter den Fenstern. Ursprünglich bezeichnete dieser Begriff nur Pieces, die zwischen zwei Waggontüren als Window-down gesprüht waren.
Paste-up
Eine Zeichnung, Schablone usw. auf Papier, die mit Weizenkleister oder Tapetenkleister an einer Wand oder einer anderen Oberfläche befestigt wird.
Piece (kurz für Masterpiece)
Eigentlich Bezeichnung für ein aufwendiges, meistens mehrfarbiges und großflächiges Graffito. Häufig wird es aber auch als allgemeine Bezeichnung für ein gesprühtes Bild benutzt. SUPERKOOL 223 soll 1971 als erster ein Piece gesprüht haben.
Policeline (Hateline)
Linie, die mit einer Sprühdose oder einem Marker an Zügen oder Wänden über mehrere Meter gemalt wird, während der Writer zum Beispiel vor der Polizei flieht

## Q
Quick/Quickpiece
Schnell gesprühtes Piece, das meistens aus Zeitmangel unaufwendig gestaltet ist (siehe Bombing, Throw-up)

## R

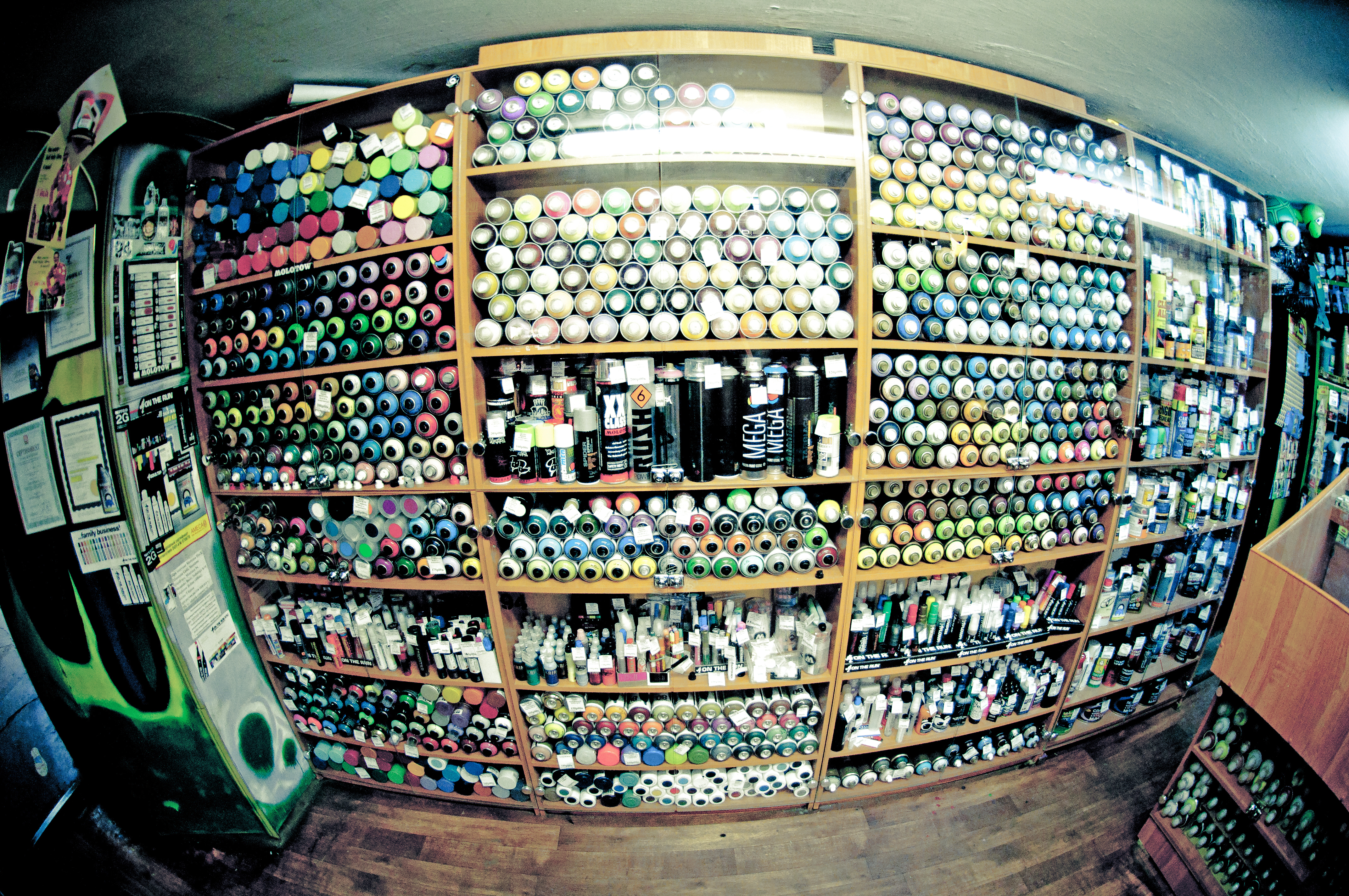
Graffiti Shop ist mit Anti-Diebstahl-System ausgestattet. Twer, Russland.

racken
Das Stehlen von Sprühdosen
Respect
Anerkennung fremder Skills und Werke sowie anderer Writer allgemein
rocken
Andere Bezeichnung für malen
Rooftop (Hausdach)
Graffiti auf Dachvorsprüngen
Roll-down
Streichbombing von oben nach unten, mit gewöhnlicher Wand- oder Lackfarbe und Pinseln/Farbrollen/Streichpads
Roll-up
Streichbombing von unten nach oben, mit gewöhnlicher Wand- oder Lackfarbe und Pinseln/Farbrollen/Streichpads

## S

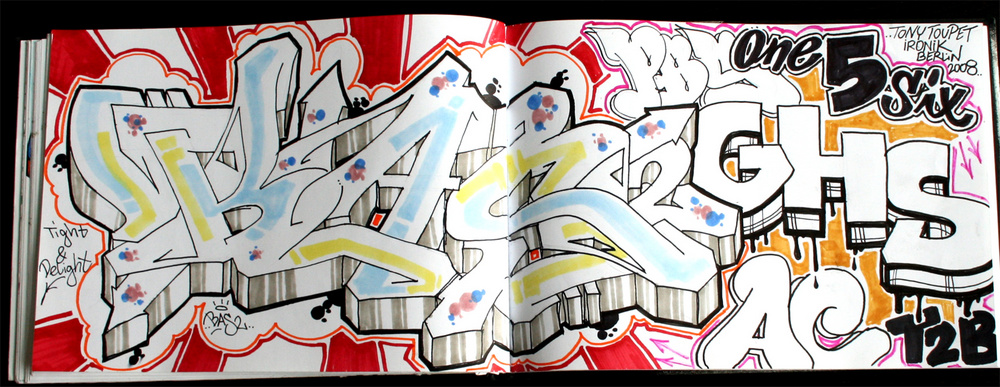
Sketch in einem Blackbook

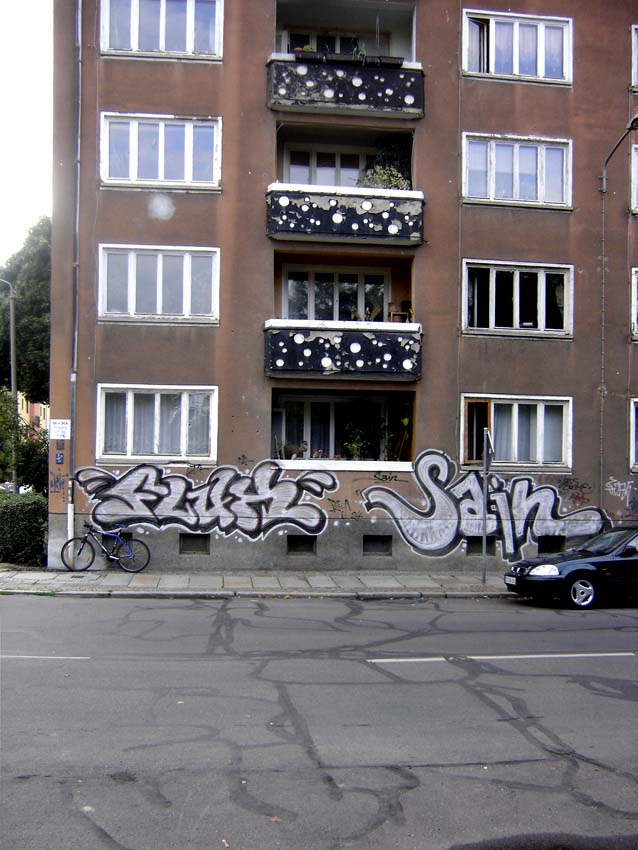
Streetbombings in Leipzig

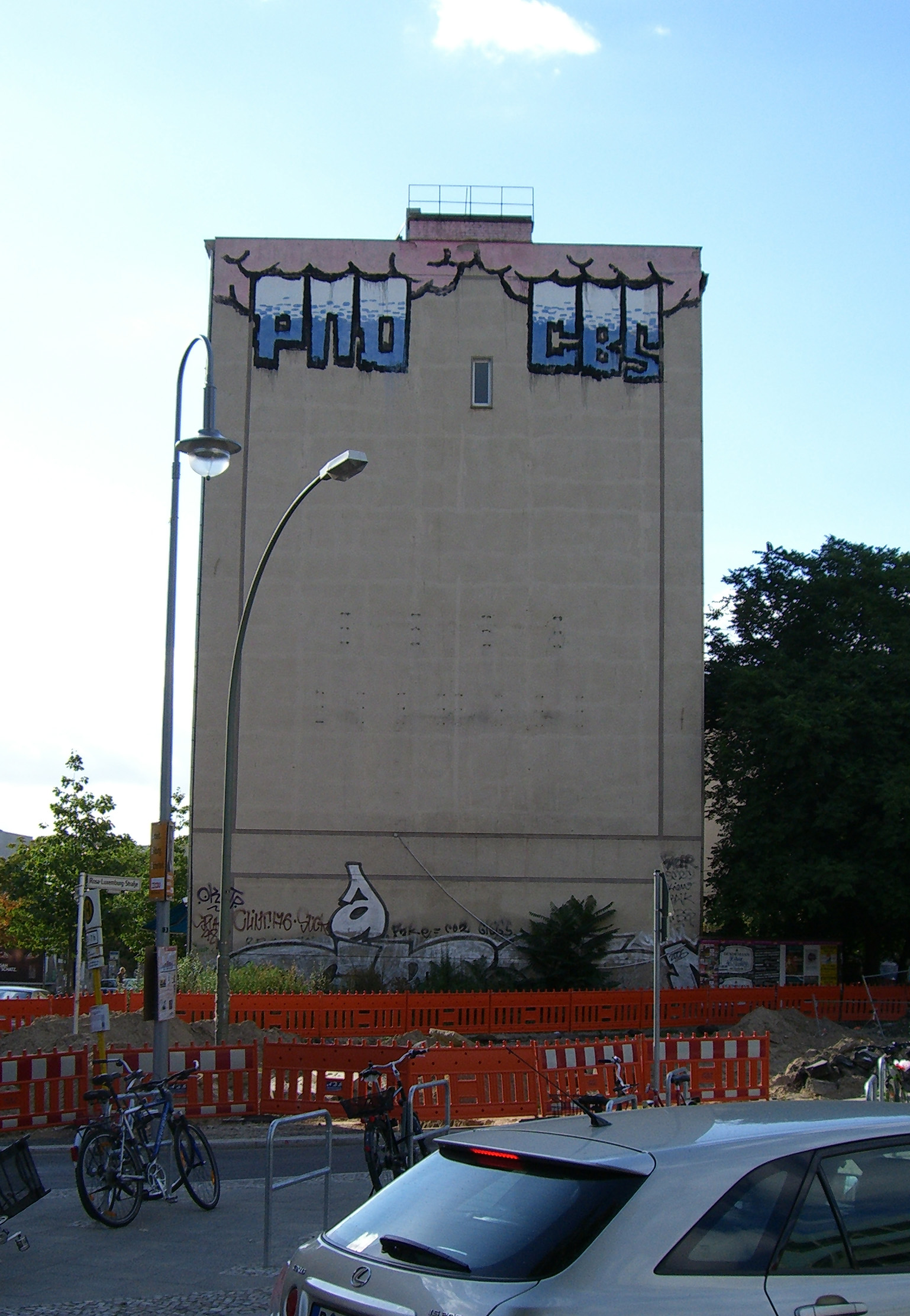
4-farbiges Streichbombing in Berlin

Second Outline
Die Umrandung der Outline (optional); auch Frameline genannt oder kurz Seconds
Schraffi/Schraffo
Pieces mit sehr grobem Fill-in (schraffiert); meist Bombings oder Throw-ups
spotten (engl. to spot „erspähen“)
Für einen anderen Writer „Wache halten“
Spotter
Person, welche aufpasst, dass, während andere Leute sprühen, diese dabei nicht von störenden Menschen überrascht werden
Scrapyard/Trashyard
Yard, in dem nur ausgemusterte und zur Verschrottung bereitstehende Bahn-Waggons abgestellt werden
Scratching/scratchen
Anbringen von Tags durch das Zerkratzen glatter Oberflächen (meistens Fensterscheiben) mit Steinen, Sandpapier, Schlüssel etc. oder speziellen Scratchern
Silverpiece
Bild, dessen Outlines (meistens Schwarz, in früheren Zeiten Hitzerot) lediglich mit Chromsilber ausgefüllt sind
Sketch
Skizzen oder schnelle Ideenmuster auf Papier, z. B. in Blackbooks; können auch vollfarbig und sehr aufwendig sein
Skills
Fertigkeiten im Umgang mit Buchstaben und der Dose
Sponge
Ein „Schwamm“ oder ein „Filz“, der die Farbe aus einem Marker aufnimmt
Spot (Platz/Stelle)
Explizit ausgewählte Orte, die zum Malen eines Bildes geeignet sind oder wären
Spucki
Bezeichnung für einen Aufkleber, den man anlecken muss, damit dieser haftet
Splasher
Bezeichnung für ein Piece, welches mit Farbspritzern gestaltet wird. Hierfür wird regelmäßig Wandfarbe verwendet (Streiche), die mit verschiedenen Tools auf den Untergrund aufgetragen wird.
Sticker
Bezeichnung für einen Aufkleber, mit dem man seinen Namen oder seine Crew bekannt macht. Meistens werden Aufkleber von der Post (Päckchen oder Paket) oder auch Werbeaufkleber verwendet, da diese gratis erhältlich sind; werden hauptsächlich zur Namensverbreitung eingesetzt, da man sie schnell und überall anbringen kann.
Streetbombing
Sprühen auf offener Straße
Streichbombing/Rollerbombing/Roll up
Ist ein Graffiti, das mit Hilfe von gewöhnlicher Wand- oder Lackfarbe und Pinseln/Farbrollen/Streichpads gefüllt wird. Diese Technik ermöglicht es, mit geringeren Kosten größere Flächen zu füllen. Manchmal werden auch die Outlines mit Rolle gestrichen. Durch das Verwenden von Malerstangen ist es außerdem möglich, höher gelegene Stellen ohne Leitern zu erreichen oder sogar Bilder von Dächern herunter zu malen. Neben dem Ausfüllen großer Flächen mit Streichfarbe kommen teilweise noch Detailarbeiten mit Sprühfarbe hinzu.
Style
Schlüsselbegriff des Writings; bezeichnet die spezielle Art der Kreation bzw. das Charakteristikum in den Bildern eines Writers. Dazu gehört u. a. das individuelle Gestalten von Buchstaben sowie das Einsetzen bestimmter Stilelemente, so dass ein stimmiger, eigener Stil entsteht. Einen guten (möglichst einzigartigen) Style zu kreieren, gilt als erstrebenswert und ist eins der höchsten Ziele eines Writers. Es werden auch einzelne Pieces als Styles bezeichnet.
Swing
Schwung der Einzelbuchstaben und untereinander und somit auch die Bewegung des gesamten Pieces

## T

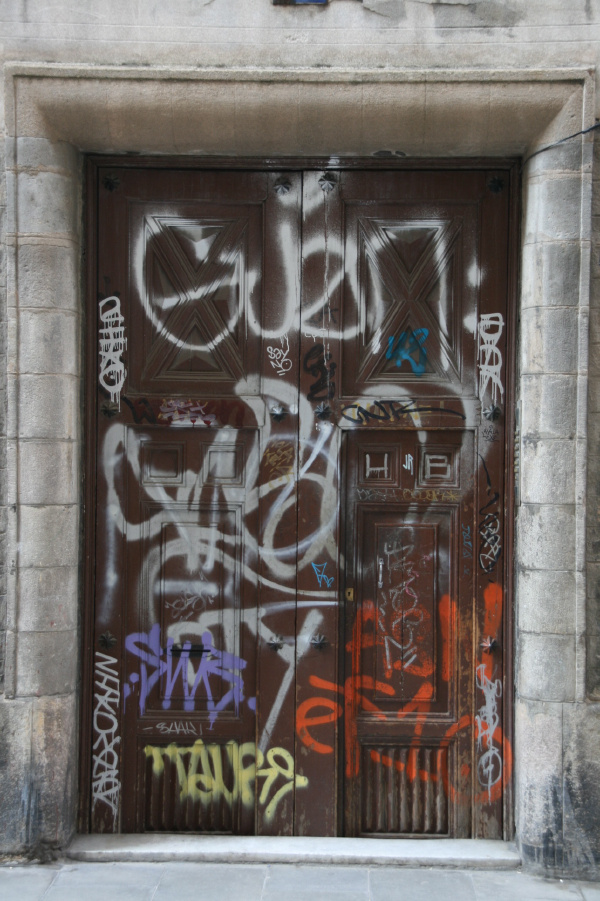
Tags in Barcelona

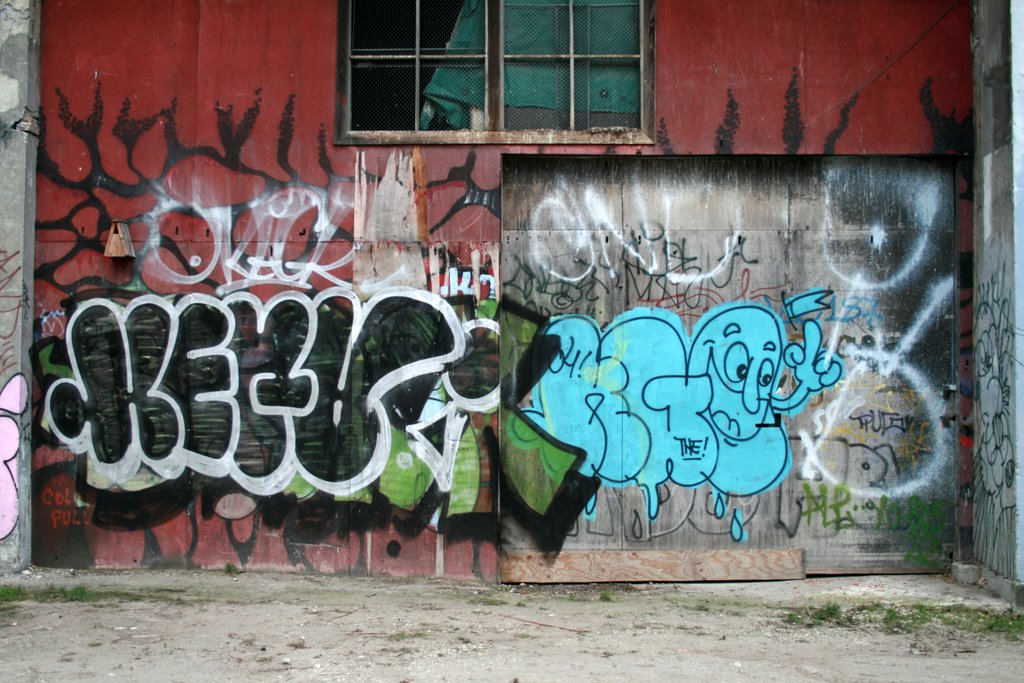
2 Throw-Ups in Kopenhagen

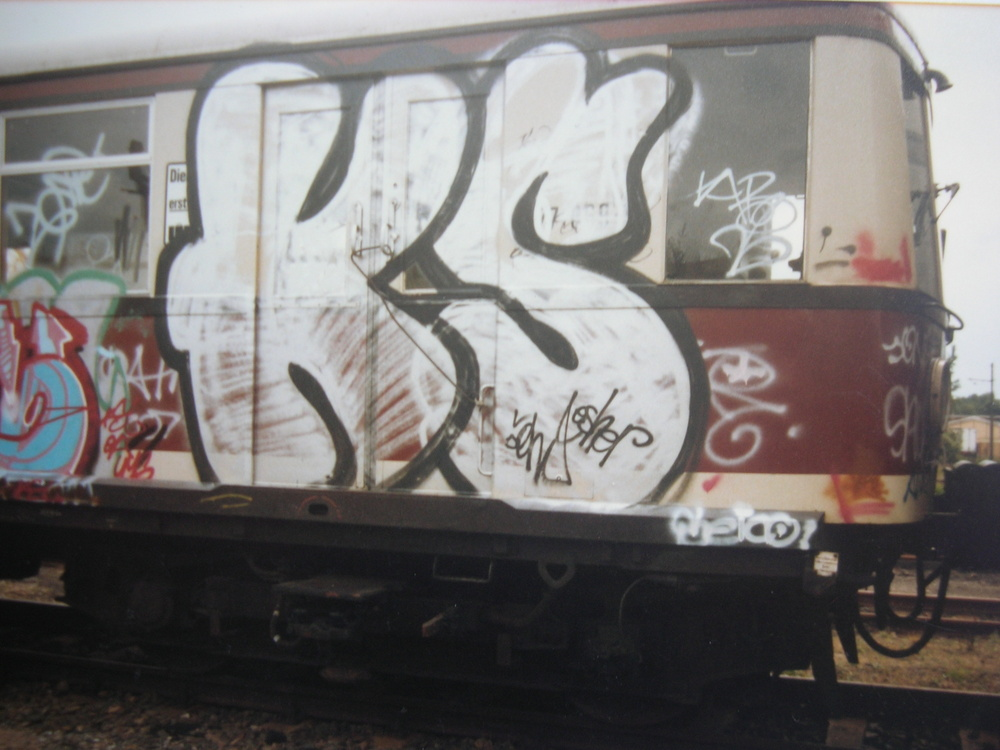
Top to Bottom auf einer Berliner S-Bahn

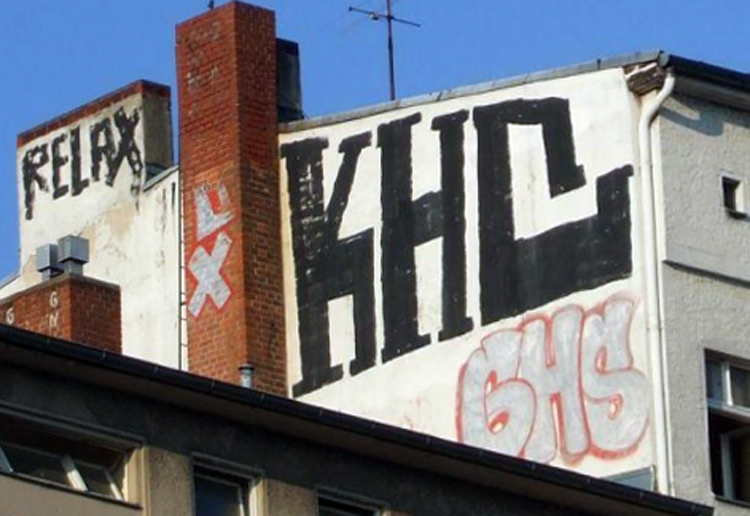
Rooftop in Berlin

Tag [tæg] (engl. tag ‚Markierung‘, ‚Etikett‘, ‚Schild‘)
Signaturkürzel, welches das Pseudonym eines Writers darstellt. Gilt als die Urform des sich daraus entwickelten Piece. Häufig als „Unterschrift“ unter gesprühten Bildern zu finden, gilt aber auch in der jugendlichen Gang-Kultur als territoriale Markierung. Zum Anbringen der Tags werden neben der Sprühdose oft auch wasserfeste Stifte benutzt. Tags können allerdings auch genauso gut mit Malerrollen oder anderen Utensilien angebracht werden. Auch das Einritzen des Pseudonyms, was der Urform von Graffiti entspricht, ist üblich (siehe Scratching). Vorrangiges Ziel ist es, einen guten und innovativen Style zu haben, sekundäres Ziel, in einer Stadt, einem Bezirk oder einer Gegend möglichst präsent zu sein. Dadurch entsteht eine Art von Wettkampfkultur. Das Übersprühen fremder Tags – auch Crossen genannt – wird als Beleidigung angesehen. Besonders in der Bandensubkultur der Vereinigten Staaten dienen Tags zur Markierung des Territoriums einer Straßengang. Sprüher der Writing-Bewegung versuchen in der Regel hingegen, ihren Namen überall zu verbreiten, nicht nur in einem begrenzten Gebiet. Auch Ultras markieren manchmal Orte auf ähnliche Weise. Vorläufer von Tags gab es, wie das Beispiel des Beamten Joseph Kyselak zeigt, bereits im Biedermeier. Im 20. Jahrhundert war einer der ersten Tags TAKI 183, der eine Signalwirkung entfaltete.
taggen
Die Ausführung eines Tags
Throw-up
Schnell gemaltes Bild, das nur mit einer raschen Schraffierung oder gar nicht ausgefüllt ist (siehe Bombing, Quickpiece)
Top to Bottom (auch „top2bottom“ oder „t2b“)
Ein Zugbild, das die gesamte Höhe eines Zugwaggons, aber nicht die gesamte Länge des Waggons einnimmt (siehe Wholecar)
Toy (engl. „Spielzeug“)
Bezeichnung für einen unerfahrenen (schlechten) Writer
toyen
Bild oder Tag eines anderen Writers mit dem Begriff toy markieren bzw. crossen
Trainbombing/Trainwriting
Allgemeine Bezeichnung für das Besprühen von Zügen
Train-Yard
Siehe Yard
Trasher
Ausgemusterter Bahn-Waggon.
Trashyard
Siehe Scrapyard
Truck
Graffiti auf LKW und Lieferfahrzeugen, hauptsächlich in Großstädten
Turf
Revier, in dem ein Writer oder eine Crew aktiv ist; ursprünglich Bezeichnung für ein Ganggebiet

## U
Underground
Sprühen im Untergrund, z. B. U-Bahn oder Wände in einer U-Bahn-Haltestelle

## W

Wildstyle-Pieces auf einem Truck in Paris

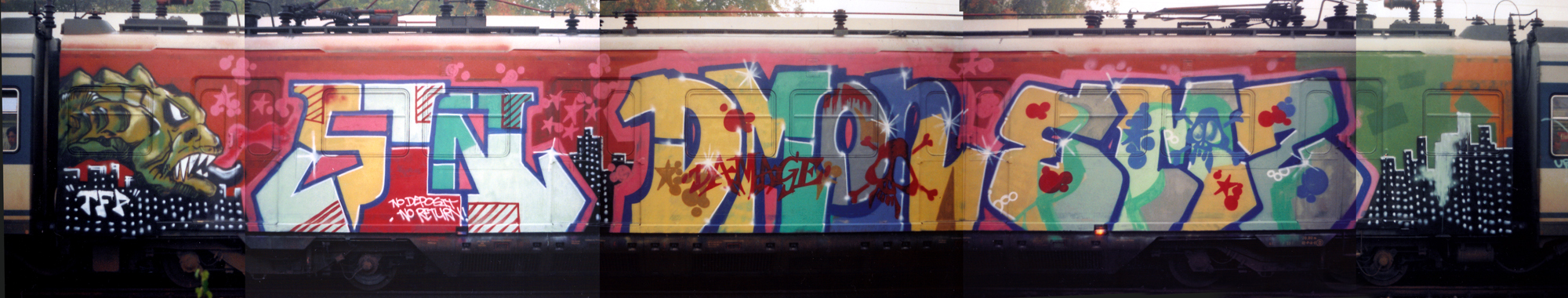
Wholecar in München

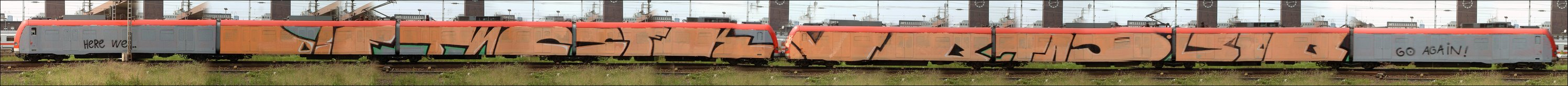
Wholetrain in Deutschland

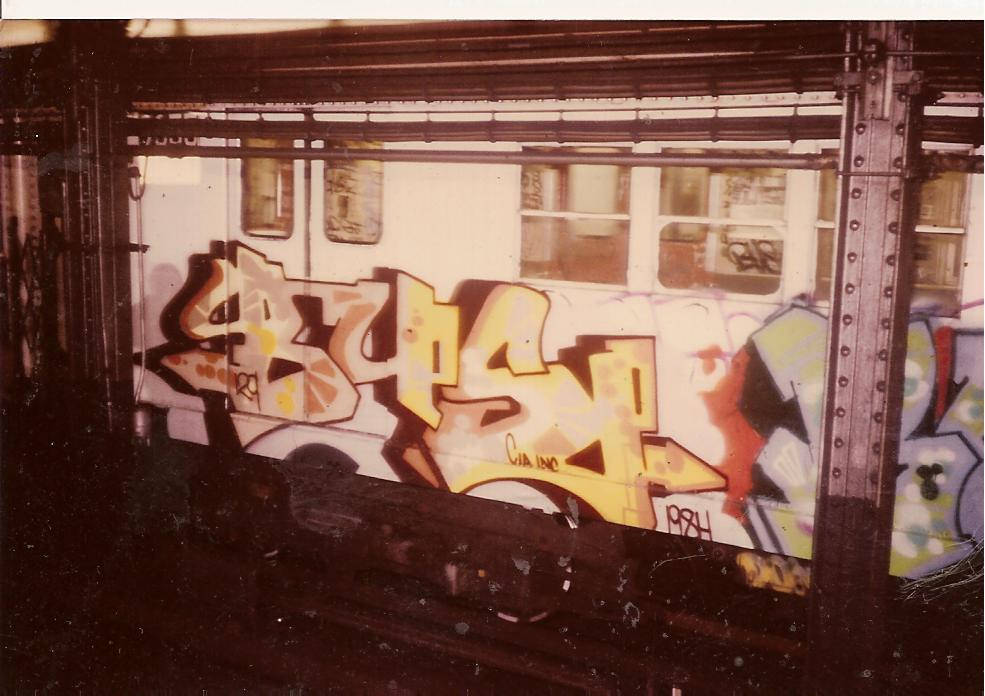
Window-Down-Panel auf einer New Yorker U-Bahn

wack/whack (engl. „sehr schlecht“, „extrem“)
Bezeichnung für schlechte Graffiti oder einen schlechten Writer
Wall of Fame
Siehe Hall of Fame
watchen (engl. to watch, „anschauen, [auf etwas] achten“)
Die Umgebung bzw. spezifische Objekte im Auge behalten, während andere Leute sprühen
Wholecar
Bezeichnung für einen einzelnen Zugwaggon, der in ganzer Höhe und Länge mit Graffiti in einer Aktion bemalt wurde. In den meisten Fällen wird nur eine Waggonseite besprüht. Meistens teilen sich mehrere Writer die Arbeit an einem Zug; besprüht jedoch ein Writer einen Waggon allein, so spricht man von einem One-Man-Wholecar. Wholecars finden in der Writing-Szene hohes Ansehen. Für Fahrgäste und Verkehrsbetriebe ist diese Art von Besprühung auf Zügen sehr unangenehm, da hierdurch kein Licht mehr ins Innere des Waggons gelangt.
Wholetrain 
Bezeichnung für einen Zug, dessen Waggons von oben bis unten in einer Aktion bemalt wurden. Im Gegensatz zum Wholecar besteht ein Wholetrain aus mehreren einzelnen Wholecars. Bei einem Wholetrain müssen wirklich alle Waggons (zumindest auf einer Seite) bemalt sein.
Wildstyle
Als Wildstyles werden Bilder bezeichnet, die sehr kompliziert aufgebaut werden und deren graphische Elemente wild verschlungen sind. Als einer der Pioniere dieses Stils gelten PHASE2 und DONDI aus New York. Heutzutage sind Wildstyles teilweise so verschlungen, dass sie kaum noch lesbar sind. Dies geschieht vor allem durch zusätzlich hinzugefügte, aufwendige Elemente sowie zahlreiche, zum Teil durch Schreibschrift beeinflusste, zum Teil neu definierte Verbindungen.
Window-down
Zugbild, unterhalb der Fenster
wrecken (engl. to wreck, hier zerschrotten, ruinieren)
Da oftmals noch ein wenig Restfarbe in leeren Dosen verbleibt, werden diese durch Aufstechen oder Zerschlagen gewreckt. Sprüher machen diese nach Benutzung auf beispielsweise Halls of Fame unbrauchbar, damit andere (siehe Toys) diese nicht zum Crossen (also zum Vandalismus) nutzen können.
Writer
Bezeichnung für einen Graffiti-Sprüher, der das Writing praktiziert
Writing (kurz für Style-Writing oder auch Graffiti-Writing)
Bezeichnung für die Gestaltung und das Anbringen künstlerischer Graffiti mit dem Namen als Basiselement der Komposition

## Y

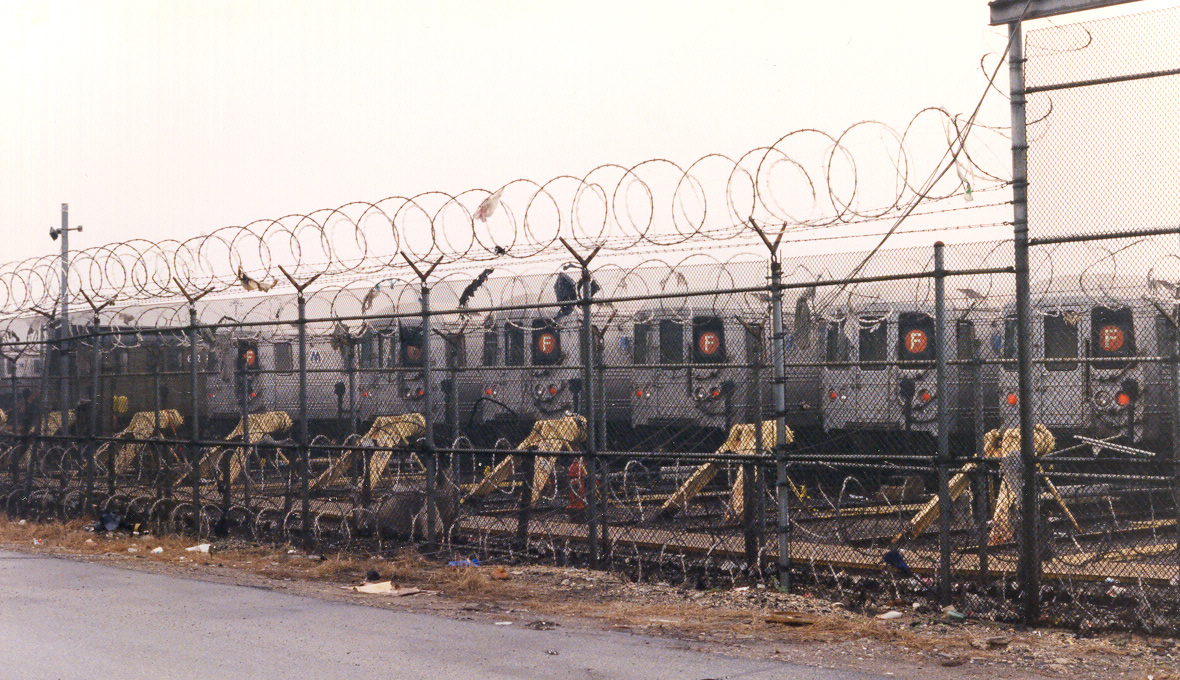
U-Bahn-Yard in New York City

Yard/Train-Yard
Gelände, auf dem Züge oder U-/S-Bahnen abgestellt werden, meistens zur Reinigung und Wartung
Yardrain
Mehrere Sprayer, die (nicht unbedingt als Gruppe) in ein Yard eindringen, um Bilder zu kreieren